# Clara Rojas

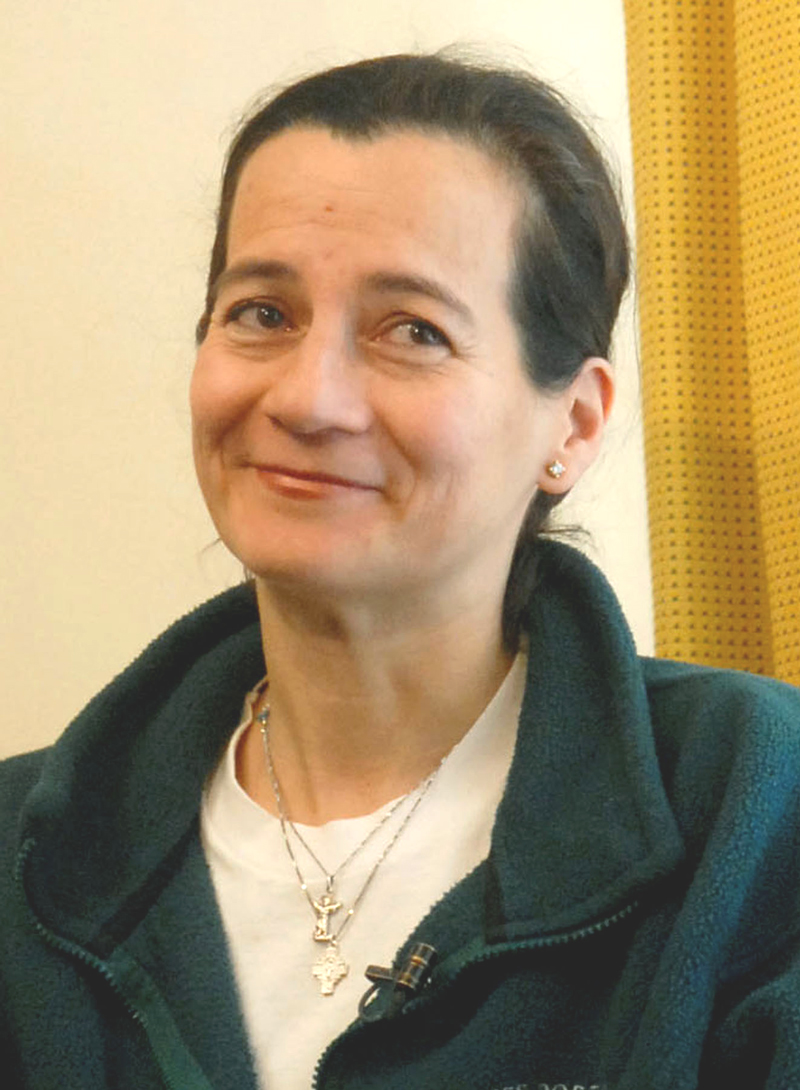
Clara Rojas

Clara Leticia Rojas González (Bogotá, 20 de dezembro de 1964) é uma advogada colombiana, candidata à vice-presidência de Ingrid Betancourt para as eleições presidenciais de 2002. Encontrava-se sequestrada junto com Betancourt pelas Forças Armadas Revolucionárias da Colômbia (FARC) até 10 de janeiro de 2008, dia em que conseguiu sua libertação. Após sua liberação, escreveu uma biografia que alcançou grande sucesso. em 2010, tentou, sem sucesso, eleger-se Senadora pelo Partido Liberal. Finalmente, em 2014, encabeçou e elegeu-se pela lista do Partido Liberal à Câmara de Bogotá.